# Aventura (gênero de histórias em quadrinhos)
Aventura (adventure strip, literalmente tira de aventura) é um gênero de histórias em quadrinhos caracterizado pela existência de heróis e vilões, o gênero teria surgido com a publicação de tiras na década de 1920.
Geralmente associados a um estilo realista, assim como os romances de aventura, os quadrinhos de aventura dão ênfase especial à ação. A narrativa se desenvolve a partir de uma sucessão constante de acontecimentos marcantes, o que mantém o leitor envolvido em um ritmo dinâmico. Essa estrutura privilegia a movimentação da história, multiplicando situações perigosas, descobertas inesperadas e confrontos emocionantes.

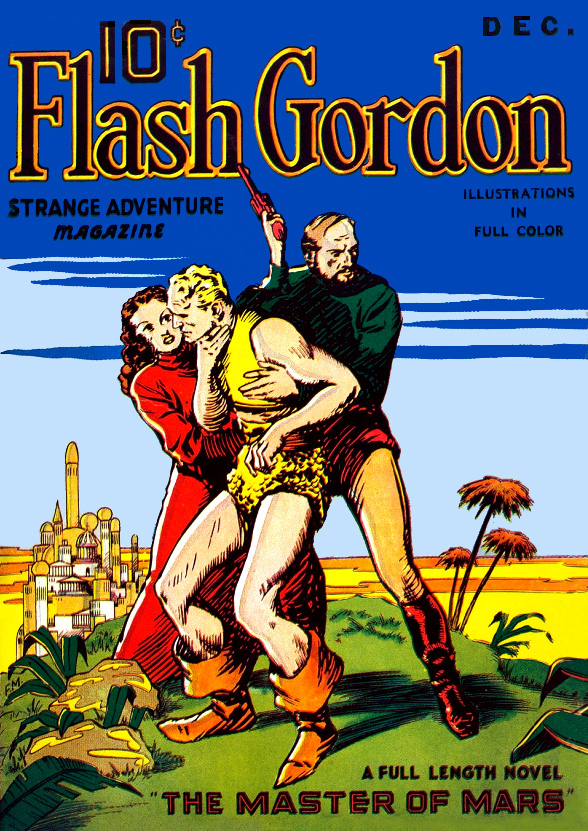
Flash Gordon de Alex Raymond

A ação ininterrupta cria uma atmosfera de urgência e excitação. Os personagens são levados a tomar decisões rápidas, muitas vezes sem tempo para refletir, o que os coloca em conflito direto com inimigos, obstáculos ou dilemas morais. Frequentemente, os capítulos ou tiras terminam com um suspense – o famoso cliffhanger –, estimulando o leitor a continuar acompanhando a trama.
Uma grande variedade de gêneros podem ser associados as histórias em quadrinhos de aventura: faroeste, detetive, ficção científica, fantasia, etc.

## Histórico
Em 1921, inspirado pelo cinema, Ed Wheelan criou a tira Minute Movies.
Em 1923, os japoneses Oda Nobutsune (roteiro) e Katsuichi Kabashima (desenhos) iniciam a tira Shōchan no bōken (正チヤンの冒険, lit. "As aventuras de Sho-chan") para o jornal Asahi Graph. Em 1926, o belga Hergé lança Les Aventures de Totor, C.P. des hannetons na revista Le Boy-scout belge. Em 1927,  é lançada a prancha dominical Connie, criada por Frank Godwin para o Ledger Syndicate e no ano seguinte, Jane Arden, criada por Monte Barrett e artist Frank Ellis para o Register and Tribune Syndicate, enquanto que Connie surgiu como uma debutante e a partir de 1934 começou como uma repórter e depois detetive, Jane Arden já começou como repórter, ambas são apontadas como as primeiras mulheres a protagonizarem histórias em quadrinhos de aventura e antecedem outras repórteres como Lois Lane (das histórias do Superman) e Brenda Starr.

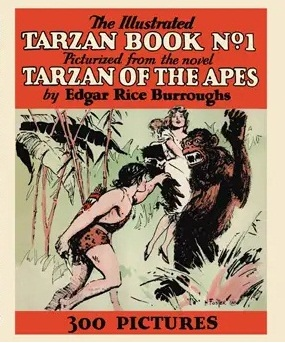
Tarzan por Hal Foster

Em 1928, surge a tira de faroeste Young Buffallo Bill de Harry O’Neil, em outubro do mesmo ano, a revista semanal inglesa Tit-Bits publica pela primeira vez as tiras de Tarzan por Hal Foster, criado em 1912 por Edgar Rice Burroughs para as revistas pulps, o herói já vinha sendo adaptado para os cinemas, as tiras do personagem só viriam a ser publicadas nos Estados Unidos em 7 de janeiro de 1929, curiosamente, no mesmo dia estreava a tira diária Buck Rogers por Dick Calkins, também baseado em uma história oriunda dos pulps, o romance de ficção científica Armageddon 2419 A.D. de Philip Francis Nowlan, publicado a partir de 1928 na revista Amazing Stories. Em 10 de janeiro de 1929, Hergé lança As Aventuras de Tintim no suplemento juvenil Le Petit Vingtième, do jornal belga Le Vingtième Siècle. Naquele mesmo ano, duas séries de humor estreiam com novos personagens que mudam a direção das mesmas para a aventura: Na série Tubinho (Wash Tubbs), criada em 1924 por Roy Crane, surge Capitão César (Captain Easy) entre os protagonistas, em Thimble Theatre de E. C. Segar, surge Popeye, que se torna o protagonista da tira, que inclusive muda de nome, quatro anos depois, Easy ganha sua própria prancha dominical "Captain Easy, Soldier of Fortune". Em 1931 surge o detetive Dick Tracy de Chester Gould, em 1933, surge um novo herói de ficção científica Brick Bradford, de William Ritt (roteiro) e Clarence Gray (desenho), inicialmente criado como um aviador, a Humor Publications lança as revistas The Adventures of Detective Ace King, Bob Scully, The Two-Fisted Hick e Detective Dan, Secret Operative No. 48, trazendo os primeiro heróis de aventura criados exclusivamente para revistas em quadrinhos, as três duraram apenas uma edição, contudo, apenas Dan Dunn (nitidamente parecido com Dick Tracy), criado por Norman Marsh para Detective Dan, Secret Operative No. 48, teve continuações em tiras de jornal, distribuídas pela Publishers Syndicate. surge também a tira de faroeste Little Joe de Ed Leffingwell, no ano seguinte surgem o Mandrake, o Mágico de Lee Falk (roteiro) e Phil Davis (desenho), Terry e os Piratas de Milton Caniff, Alex Raymond cria as séries Flash Gordon, Jim das Selvas e Agente Secreto X-9 (roteirizada pelo escritor de romances policias, Dashiell Hammett) para a King Features Syndicate, criadas para concorrer com Buck Rogers (ficção científica), Tarzan (aventuras nas selvas) e Dick Tracy (histórias policias). Inicialmente, a King Features Syndicate planejava adaptar outro personagem de Edgar Rice Burroughs, John Carter de Marte da série literária Barsoom,  no entanto, o syndicate não conseguiu chegar a um acordo com Burroughs, com isso, a King Features escalou Alex Raymond parar criar uma nova série de ficção científica espacial, além de Barsoom, para criar Flash Gordon, Raymond também se inspirou em outro romance de ficção científica When Worlds Collide de Philip Wylie e Edwin Balmer de 1933, onde há um planeta órfão que entra em rota de colisão com o Planeta Terra, e um herói atlético, sua namorada, e um cientista viajar para um novo planeta usando um foguete espacial. John Carter só foi ganhar histórias em quadrinhos em 1939, nas páginas da revista The Funnies da Dell Comics, entre 1941 e 1943, o filho de Edgar Rice Burroughs, John Coleman Burroughs produziu as pranchs dominicais do herói, já When Worlds Collide gerou a tira Speed Spaulding (1940-1941).

Em 1935, Jesús Blasco lança na Espanha, Cuto. Em 1936, Lee Falk cria uma série de aventuras nas selvas, O Fantasma, ilustrada por Ray Moore, em 1937, Hal Foster lança sua própria série dominical, Príncipe Valente, ambientada nos tempos do lendário Rei Arthur, tal como Tarzan, os quadrinhos de Sheena de Will Eisner estrearam primeiro na revista britânica Wags #46 (1937) e no ano seguinte, passa a ser publicada nos Estados Unidos pela editora Fiction House. Em 1938, é lançada a revista belga Jornal Spirou, publicando series americanas como Brick Bradford e Red Ryder e uma serie própria Spirou, criada por Rob-Vel, mais tarde renomeada como Spirou e Fantásio, graças a adição do personagem criado por Jijé em 1943.

## Características

### Temáticas:

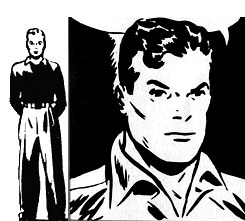
Terry e Pat Ryan de Terry e os Piratas

- Protagonistas aventureiros, muitas vezes movidos por vocação ou espírito livre, não por ganho pessoal.

- Alguns personagens se veem envolvidos nas aventuras contra a vontade.
- Profissões típicas: aviador, cientista, jornalista, marinheiro, médico etc.
- Protagonistas geralmente jovens, entre adolescência e início da vida adulta.
- Missões clássicas: buscar tesouros, resgatar pessoas, resolver mistérios.
- Presença constante de perigo e suspense ao fim de cada capítulo.
- Ambientação em locais exóticos e pouco usuais (selvas, desertos, ilhas remotas).

### Formais:
- Estrutura serializada e histórias de longa duração.
- Estilo gráfico variando entre o realismo e o cartunesco, com preferência histórica pelo realismo.

### Demográficas:
- Função de entretenimento e escapismo para leitores da sociedade moderna.
- Apelo principalmente juvenil, embora não exclusivo.